# 서울광장초등학교
서울광장초등학교는 대한민국 서울특별시 광진구 광장동에 있는 공립 초등학교이다.

## 학교 연혁
- 1946년 11월 10일 고양군 광장공립국민학교 개교(설립인가 10월 3일)
- 1983년 3월 1일 구의국민학교 분리
- 1984년 2월 28일 양남국민학교 분리
- 1987년 9월 1일 동의국민학교 분리
- 1990년 3월 2일 광남국민학교 분리
- 1998년 3월 1일 구남초등학교 분리
- 2005년 3월 1일 양진초등학교 분리
- 2009년 2월 28일 본관 및 후관동 재건축 완공
- 2009년 11월 1일 인조잔디운동장, 학교 공원화 조성
- 2016년 9월 1일 제27대 김현숙 교장 부임
- 2020년 3월 2일 14학급 편성(일반 6반, 특수 2반, 특별 1반)
- 2026년 11월 10일 개교 80주년

## 참고 자료
- 서울광장초등학교 - 한국교육학술정보원 학교알리미